# Instytut Badań Jądrowych Vinča

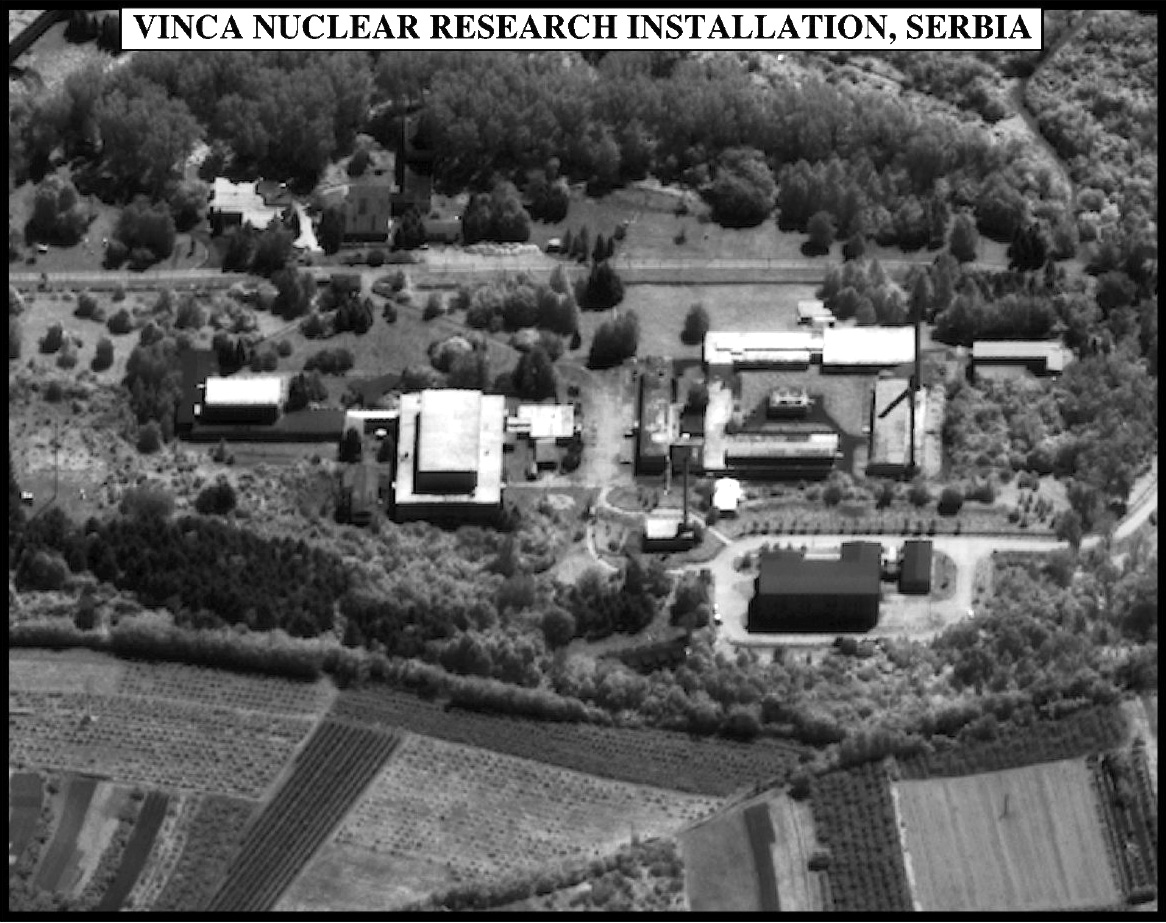
Zdjęcie lotnicze instytutu (1999)

Instytut Badań Jądrowych Vinča − serbski instytut badań naukowych, położony w Vinča, na przedmieściach Belgradu. Podlega Uniwersytetowi Belgradskiemu. Do 1968 prowadził program badań jądrowych, obecnie jest instytutem interdyscyplinarnym.
Założony w 1948 jako Instytut Fizyki. Pracowało w nim kilka grup naukowych, które pracowały na dwóch radzieckich badawczych reaktorach jądrowych, RA i RB. Używały wysokowzbogaconego uranu (80%). Reaktory pracowały do 1984.

## Wypadek jądrowy
W październiku 1958 w jednym z reaktorów badawczych miał miejsce wypadek jądrowy, podczas którego doszło do osiągnięcia stanu krytycznego. Sześciu pracowników otrzymało wysokie dawki promieniowania, z których jeden zmarł. Pozostałych pięcioro otrzymało pierwsze w Europie przeszczepy szpiku kostnego. 

## Wywóz odpadów promieniotwórczych
W 2009 stwierdzono złą kondycję przechowalnika odpadów jądrowych, zawierającego znaczne ilości materiałów promieniotwórczych. W 2010 zorganizowano wywóz 2,5 tony materiałów, w tym 13 kilogramów uranu o wzbogaceniu 80%, które przewieziono do rosyjskiego ośrodka przetwarzania odpadów promieniotwórczych Majak. Była to największa tego typu operacja przeprowadzona przez Międzynarodową Agencję Energii Atomowej. Oba reaktory badawcze czekają na rozbiórkę.